# Women Men Forget
Women Men Forget è un film muto del 1920 diretto da John M. Stahl. Prodotto dalla American Cinema Corporation e distribuito dalla United Picture Theatres of America Inc., fu interpretato da Mollie King, Edward Langford, Frank Mills, Lucy Fox, Jane Jennings.

## Trama

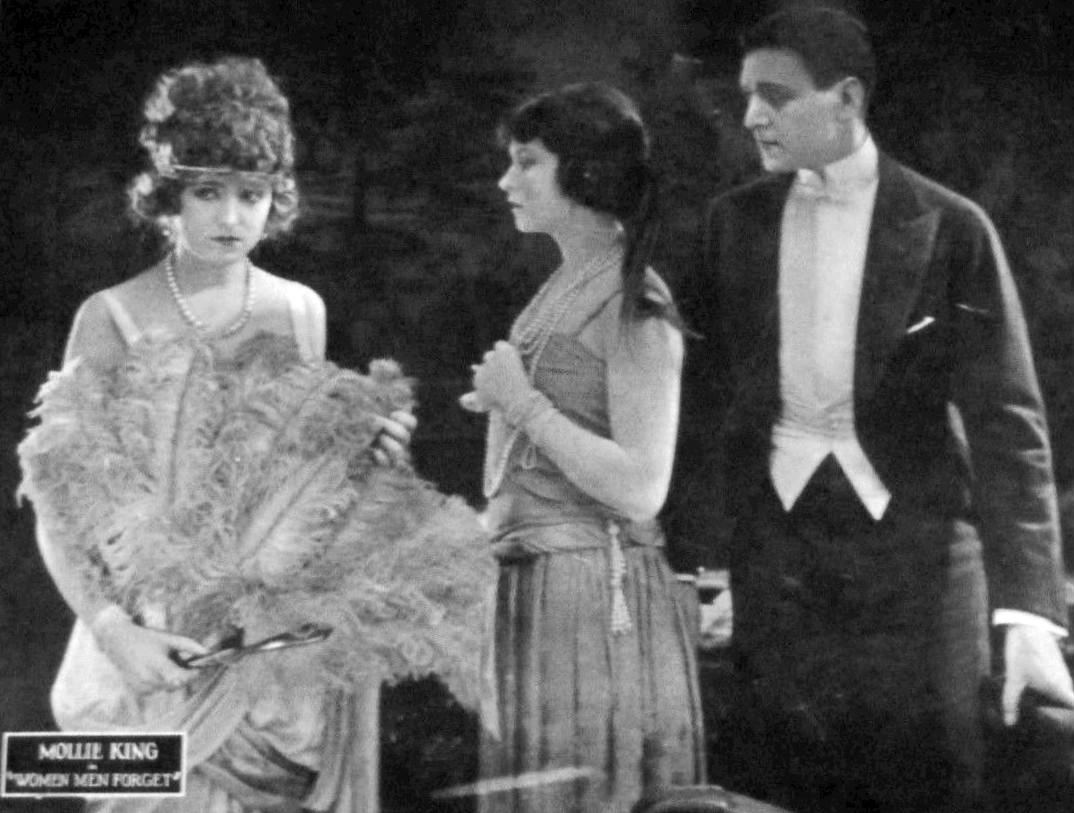

Mary Graham si rende ben presto conto che il marito Robert si sta innamorando di Helen, una sua vecchia amica ospite a casa loro. Mary, che è in attesa di un bambino, cerca conforto e consiglio da James Livingston, un vecchio amico di famiglia. Nascondendo al marito la gravidanza, la donna si reca poi a partorire in un piccolo villaggio. Mentre Robert presenta istanza di divorzio, James gli intima di restituire dei fondi che Graham però non è in grado di pagare. Helen, allora, lo lascia. Mary, invece, vende i suoi gioielli per aiutarlo. Robert, colpito dalla lealtà della moglie, implora il suo perdono e la famigliola finalmente si riconcilia.

## Produzione
Il film fu prodotto dall'American Cinema Corporation.

## Distribuzione
La United Picture Theatres of America Inc., che aveva comperato dall'American Cinema Corp. la pellicola originale in sei rulli, la distribuì sul mercato statunitense in una versione ridotta di soli cinque rulli. Il film - presentato da J.A. Berst - uscì nelle sale cinematografiche statunitensi il 21 marzo 1920.
Copia completa della pellicola si trova conservata negli archivi della Library of Congress di Washington.